# Talazac
Talazac är en kommun i departementet Hautes-Pyrénées i regionen Occitanien i sydvästra Frankrike. Kommunen ligger i kantonen Vic-en-Bigorre som tillhör arrondissementet Tarbes. År 2022 hade Talazac 76 invånare.

## Befolkningsutveckling
Antalet invånare i kommunen Talazac
| Referens: INSEE |